# Anomiopsyllus nidiophilus
Anomiopsyllus nidiophilus är en loppart som beskrevs av Tipton et Mendez 1968. Anomiopsyllus nidiophilus ingår i släktet Anomiopsyllus och familjen mullvadsloppor. Inga underarter finns listade i Catalogue of Life.